# Памятник павшим воинам Великой Отечественной войны (Тулуна)
«Памятник павшим воинам Великой Отечественной войны 1941—1945 гг.» — мемориальная скульптурная композиция, посвящённая памяти воинов погибших в годы Великой Отечественной войны в селе Тулуна, 2-го Легойского наслега Усть-Алданского улуса, Республики Саха (Якутия). Памятник истории и культуры местного значения.

## Общая информация
После победоносного окончания Великой Отечественной войны в городах и сёлах республики Якутия стали активно возводить первые памятники и мемориалы, посвящённые павшим солдатам. Памятник павшим воинам Великой Отечественной войны в селе Тулуна был установлен в 1974 году в красивом живописном месте на холме.

## История
По архивным сведениям и документам, в годы Великой Отечественной войны из 2-го Легейского наслега 123 человека были призваны на фронт, 7 человек мобилизованы в тыл. На поле войны погибли и пропали без вести 67 солдат. Во имя Победы, они сражались на всех основных фронтах: Москва, Старая Русса, Харьков, обороны Сталинграда, Курская Дуга, Ленинграда, через Латвию, Польшу, Чехословакию дошли до Берлина, участвовали в Японской войне. Живыми вернулись 50 человек.

## Описание памятника
Памятник представляет собой большую мемориальную композицию. Сооружение установлено и возвышается на естественном холме овальной формы, высота холма 7 метров. Памятник размещён в северо-восточной части холма. Представляет собой железобетонную стену в форме усеченной пирамиды с выбитой в ней пятиконечной звездой, вечный огонь и железобетонное сэргэ (коновязь). Высота стены 3 метра. В левой части нанесена надпись на якутском языке «Албан аат Ийэ дойдуларын туhугар кыргыс хонуутугар охтубуттарга!», в правой части закреплен металлический лист с именами погибших солдат-земляков. У подножия стены расположен вечный огонь, на переднем плане с левой стороны на расстоянии 2,76 метров установлен шеститиметровый железобетонный сэргэ. Чуть выше сэргэ опоясывают 4 бетонные плиты. На трёх плитах высечены даты «1941», «1945» и «1975». Подход к памятнику осуществляется со стороны улицы Аммосова.
В соответствии с Приказом Министерства культуры и духовного развития Республики Саха (Якутия) «О включении выявленного объекта культурного наследия „Памятник павшим воинам Великой Отечественной войны 1941—1945 гг.“, расположенного по адресу Республика Саха (Якутия), Усть-Алданский улус (район), с. Тулуна, Легойский 2 наслег», памятник внесён в реестр объектов культурного наследия народов Российской Федерации и охраняется государством.